# Liste der Monuments historiques in Chouvigny
Die Liste der Monuments historiques in Chouvigny führt die Monuments historiques in der französischen Gemeinde Chouvigny auf.

## Liste der Objekte
| Bezeichnung                  | Beschreibung                             | Standort                       | Kennzeichnung | Schutzstatus | Datum | Bild |
| ---------------------------- | ---------------------------------------- | ------------------------------ | ------------- | ------------ | ----- | ---- |
| Skulptur Madonna mit Kind    | Holz, 18. Jahrhundert                    | in der Kirche St-Pierre (Lage) | PM03001662    | Inscrit      | 1992  |      |
| Skulptur des heiligen Rochus | Holz, polychrom gefasst, 18. Jahrhundert | in der Kirche St-Pierre (Lage) | PM03001663    | Inscrit      | 1992  |      |